# Palaeoloxodon cypriotes
El elefante enano chipriota (Palaeoloxodon cypriotes) es una especie extinta de elefante enano que habitó la isla de Chipre desde el Pleistoceno tardío hasta alrededor de los años 11 000 a. C. Los restos comprenden 51 molares, un fémur y un colmillo entre otros restos óseos adicionales.

## Descripción
Los molares apoyan la idea de que esta especie deriva del elefante de colmillo rectilíneo Palaeoloxodon antiquus que habitó Europa hace 780 000 años. Se debate si esta especie desciende de la especie un poco más grande y vieja de P.xylophagou o si fueron especies que vivieron en paralelo.
Se cree que llegaron a la isla durante el periodo glacial máximo cuando el nivel del mar se mantuvo bajo y dio la posibilidad de cruzar entre Chipre y Asia menor entre la península de Karpasia y la actual provincia de Adana. Durante subsecuentes periodos de aislamiento, la población se adaptó a las condiciones de la isla a través del mecanismo evolutivo conocido como enanismo insular.
La altura de un espécimen adulto era similar a la del P.falconeri, con una altura al hombro de 1 metro máximo y un peso de cerca de 200 kilogramos, que es una reducción de peso del 98% en comparación con su ancestro, haciéndolo uno de los ejemplos más radicales de enanismo insular (al igual que los otros elefantes enanos del Mediterráneo).
Existe especulación sobre si su extinción fue a causa de los humanos o por cambios climáticos; sin embargo, todavía no hay evidencia definitiva para probar correcta alguna de estas perspectivas.

## Historia
Los primeros restos de este elefante fueron descubiertos por Dorothea Bate en 1902 en una cueva en las colinas de Kyrenia en Chipre, fueron descritos en un artículo para la Royal Society en 1903.